# Deutsche Gesellschaft für Implantologie
Die Deutsche Gesellschaft für Implantologie (DGI) bzw. Deutsche Gesellschaft für Implantologie im Zahn-, Mund- und Kieferbereich ist eine deutsche zahnmedizinische Fachgesellschaft im Bereich orale Implantologie. Sie ist eine assoziierte Fachgesellschaft in der Deutschen Gesellschaft für Zahn-, Mund- und Kieferheilkunde (DGZMK), die als Dachgesellschaft 34 zahnmedizinische Fachgesellschaften, Arbeitskreise und Arbeitsgemeinschaften umfasst.  Sie wurde 1994 gegründet und ist als eingetragener Verein beim Amtsgericht München registriert.

## Fortbildung und Qualifizierung
Im Rahmen der ärztlichen Fortbildung im Bereich Implantologie bietet sie ein (nicht-staatliches) Curriculum Implantologie an. In Zusammenarbeit mit der Deutschen Gesellschaft für Zahn-, Mund- und Kieferheilkunde und der Akademie Praxis und Wissenschaft (APW) hat die DGI hierfür ein strukturiertes, zertifiziertes und firmenunabhängiges Fortbildungsangebot entwickelt, dass durch die APW angeboten wird. Das Curriculum Implantologie wendet sich als strukturierte postgraduale Ausbildung seit 1998 an Zahnärzte, die den Tätigkeitsschwerpunkt der DGI erlangen möchten. Daneben bietet die DGI unabhängige Einzelkurse in den Bereichen Zahnmedizin und Zahntechnik an. Diese Angebote richten sich nicht nur an Ärzte, sondern auch an Zahnmedizinische Fachangestellte und Zahnmedizinische Fachassistenten. Die DGI ist auch an dem Postgraduiertenstudiengang zum Master of Science in oraler Implantologie beteiligt, der erstmals 2005 an der privaten Steinbeis-Hochschule Berlin angeboten wurde und 24 Module umfasst. Die DGI ist ebenso an einem Masterstudiengang des Zahnärztlichen Universitäts-Instituts der Johann Wolfgang Goethe-Universität Frankfurt am Main beteiligt.

## Wissenschaftlicher Beitrag
Weiterhin beteiligt sich die DGI im Rahmen der AWMF an der Erarbeitung von zahnmedizinischen Leitlinien.

### Weitere themenverwandte Fachgesellschaften
Daneben gibt es weitere deutsche Fachgesellschaften für Implantologie, die unabhängig von der DGI bestehen:
- Deutsche Gesellschaft für Zahnärztliche Implantologie (DGZI)[4]
- Deutsche Gesellschaft für orale Implantologie (DGOI)[5]
- Bundesverband der implantologisch tätigen Zahnärzte in Europa  (BDIZ EDI)[6]

## Weblink
- Homepage der DGI